# Guren
"Guren" (紅蓮) é o décimo terceiro single da banda de rock visual kei japonesa The Gazette. Foi lançado em 13 de fevereiro de 2008 em duas edições: a "Optical Impression" e "Auditory "Impression". A primeira inclui as faixas "Guren" e "Kugutsue" e vem com um DVD com o videoclipe de "Guren". A segunda vem com uma faixa bônus, "Kyomu no Owari Hakozume no Mokuji".
É o primeiro single de balada lançada pelo the GazettE desde Cassis, de 2005. A canção foi usada em um comercial da marca de joias GemCEREY.
"Guren" foi incluida no álbum de grandes êxitos Traces Best of 2005-2009 e em 2017, a banda regravou a canção para o álbum de regravações Traces Vol.2.

## Temas
As letras de peso emocional foram escritas pelo vocalista Ruki e expressam "a preciosidade da vida". Em 2017, ele foi mais específico e disse que, apesar de muitos terem entendido o conceito de amor na música, na realidade ela fala sobre a roda dos expostos (abandono de recém-nascidos), algo que ele considera ter sido um problema comum na época. Ele também afirmou que não costumava explicar o significado das músicas na época que "Guren" foi lançada.

## Recepção e legado
Alcançou a terceira posição nas paradas da Oricon Singles Chart e permaneceu na parada por treze seamanas. Foi certificado ouro pela RIAJ por alcançar mais de 100,000 downloads pagos.
O ator e cantor Ryuji Sato afirma que "Guren" é particularmente a canção que mais o influenciou.

## Faixas

### Optical Impression
| Disco um (CD) |                     |         |  |
| N.º           | Título              | Duração |  |
| 1.            | "Guren" (紅蓮)      | 5:25    |  |
| 2.            | "Kugutsue" (傀儡絵) | 4:40    |  |

| Disco dois (DVD) |                             |         |  |
| N.º              | Título                      | Duração |  |
| 1.               | "Guren (紅蓮)" (Videoclipe) |         |  |

### Auditory Impression
| N.º            | Título                                                            | Duração |  |
| 1.             | "Guren" (紅蓮)                                                    | 5:25    |  |
| 2.             | "Kugutsue" (傀儡絵)                                               | 4:40    |  |
| 3.             | "Kyomu No Owari Hakodzume No Mokushi" (虚無の終わり 箱詰めの黙示) | 4:36    |  |
| Duração total: | Duração total:                                                    | 14:41   |  |

## Ficha técnica
- Ruki – vocais
- Uruha – guitarra solo
- Aoi – guitarra rítmica
- Reita – baixo
- Kai – bateria